# Actual time of arrival
A.T.A (Actual time of arrival) – rzeczywisty czas przybycia. Skrót stosowany w lotnictwie określający czas przybycia do miejsca docelowego np. A.T.A – 10 min. Określenie wyrażane w języku angielskim, stosowane w łączności z kontrolą lotów głównie przez lotnictwo cywilne, jak i wojskowe. Zostało przejęte przez służby naziemne takie jak ratownictwo medyczne, jednostki straży pożarnej czy policję.